# Петър Жеков
Петър Петров Жеков е български футболист, централен нападател. Той е първият от тримата българи, носители на „Златната обувка“ – 1969 г. Голмайстор на А футболна група в България рекордните 6 пъти. През 2016 г. е член на Надзорния съвет на ЦСКА.

## Биография
Роден е на 10 октомври 1944 г. в с. Книжовник, Хасковско. Играл е за Химик (Димитровград) (1962 – 1963), Берое (1963 – 1968) и ЦСКА (1968 – 1975). 

### Успехи
С екипа на ЦСКА Жеков е 5-кратен шампион на България през 1969, 1971, 1972, 1973 и 1975 година и 4-кратен носител на купата на България през 1969, 1972, 1973 и 1974 г. Голмайстор на първенството с Берое през 1967 г. с 31 гола и през 1968 г. с 31 гола, както и с ЦСКА през 1969 г. с 36 гола, 1970 г. – 31, 1972 г. – 27 и 1973 г. – 29. Носител на „Златната обувка“ през 1969 г. с 36 попадения, на „Сребърната обувка“ през 1970 г. и „Бронзовата“ през 1973 г. В турнира за КЕШ играе в 14 мача и вкарва 11 гола, за КНК има 5 мача и 7 гола. Според класацията на Международната федерация по футболна история и статистика той е под № 67 в първата стотица на голмайсторите в света.
Жеков е „Заслужил майстор на спорта“ от 1965 г. Завършва ВИФ. Носител е на сребърен „Орден на труда“ през 1968 г. Той е вторият голмайстор в клубното първенство на България за всички времена (след Мартин Камбуров), притежаващ невероятен нюх към гола и стрелящ към вратата при всяка възможност и от всяко положение.
Треньорска кариера: помощник-треньор на ЦСКА (1985 – 1990 и април-май 1994) и старши треньор на Хебър (1976/77), Добруджа (1991/92 в А група), Ямбол и Вихрен (треньор и генерален мениджър през сезоните 2005/06 и 2006/07).

### Международна кариера
Жеков записва 14 мача с 3 гола за юношеския национален отбор на България до 19 години и 2 мача за младежкия тим, преди да дебютира за мъжкия състав през 1964 г. Две години по-късно попада в 22-мата избраници на чешкия селекционер Рудолф Витлачил за Световното първенство в Англия през 1966 г., на чийто финали играе в 1 мач. След това с 4 гола става голмайстор на най-силната ни кампания за европейско първенство през 1968 г., когато България стига до епични четвъртфинални сблъсъци с Италия. Първият и единствен капитан на български отбор, играл на финал на голям турнир – олимпиадата в Мексико през 1968 г. Участва и в 1 мач от финалите на Световното първенство в Мексико през 1970 г. Играе за националния отбор до 1973 г., като записва общо 72 мача с 50 попадения.

### Статистика по сезони
| Сезон   | Клуб             | Мачове | Голове |
| ------- | ---------------- | ------ | ------ |
| 1962/63 | Димитровград     | 25     | 8      |
| 1963/64 | Берое            | 27     | 11     |
| 1964/65 | Берое            | 30     | 18     |
| 1965/66 | Берое            | 26     | 20     |
| 1966/67 | Берое            | 29     | 21     |
| 1967/68 | Берое            | 29     | 31     |
| 1968/69 | ЦСКА             | 29     | 36     |
| 1969/70 | ЦСКА             | 28     | 31     |
| 1970/71 | ЦСКА             | 27     | 16     |
| 1971/72 | ЦСКА             | 33     | 27     |
| 1972/73 | ЦСКА             | 31     | 29     |
| 1973/74 | ЦСКА             | 14     | 2      |
| 1974/75 | ЦСКА             | 5      | 3      |
| 1994/95 | Олимпик (Галата) | 1      | 1      |
| 1996/97 | Берое            | 6      | 3      |

### Любопитни факти
- Започва футболния си път в Химик (Димитровград) като вратар и защитник, за първия отбор дебютира като халф и чак след преминаването си в Берое заиграва като нападател.
- През сезон 1967/68 г. става първият футболист, отбелязал повече от 30 гола в А група в рамките на една кампания – вкарва 31 попадения.
- През календарната 1968 г. забива цели 84 гола – 40 за първенство, 7 за Купата на Съветската армия, 1 за Балканската клубна купа, 12 за националния тим и 24 в неофициални срещи на България, Берое и ЦСКА.
- 1970 година вкарва два гола за ЦСКА срещу Барселона, при победа на „армейците“ с 4:1 в коледен приятелски мач. Холандският треньор на каталунците Ринус Михелс обявява, че желае да стартират преговори за привличането на Жеков в Барселона, но трансферът не е позволен от управляващите в България.
- На 27 май 1971 г. участва в прощалния мач на легендарния съветски вратар Лев Яшин като част от сборния отбор на Европа. Бележи и гол.
- В кариерата си има общо 23 гола срещу Левски (София) – 12 с фланелката на Берое и 11 с тази на ЦСКА.
- Приключва състезателната си кариера едва на 30 години през 1974 г. Бенефисът му е в мач срещу Черно море (Варна).
- През 1996 г., на 52 години е картотекиран в Берое. Играе в 6 мача и вкарва 3 гола във В група.[4]
- Държи рекорда за най-много вкарани голове за ЦСКА – 144.
- Държи рекорда за най-много вкарани голове в А група – 253 до 13 септември 2021 г., когато Мартин Камбуров го задминава.[5]

### Юбилей
На 10 октомври 2014 г. Петър Жеков навършва 70 години. По този случай е награден със „Златна топка“ от Пресклуб „България“ и получава плакет от Министерството на спорта. Българският футболен съюз не поздравява юбиляра. Жеков изразява учудването си на пресконференцията, че няма представител на БФС.

В чест на известния нападател на стадион „Българска армия“ се провежда детски спортен празник, а след това се играе мач между ЦСКА и Раднички Ниш. Тържеството завършва с честване на 70-годишния юбилей на Петър Жеков на пистата на стадиона. 

### Смърт
Умира в съня си на 78 години. Смъртта му е обявена на 18 февруари 2023 г. 